# Signe Gjessing
Signe Gjessing, född  1992 i Ranum på Jylland, är en dansk poet, kritiker och översättare utbildad på Forfatterskolen i Köpenhamn 2014.